# Libreria Internazionale Hoepli
La Libreria Internazionale Hoepli fu fondata nel 1870 in Galleria de Cristoforis a Milano dallo svizzero Ulrico Hoepli, che aveva rilevato la piccola libreria di Theodor Laengner. Acquisì in breve una preminenza per quello che riguarda il settore scientifico e tecnico e fu punto di riferimento e di ritrovo della borghesia illuminata milanese. Dall'attività di libreria internazionale si sviluppò poi in breve anche come editore, specialmente di manuali tecnici.

Corso Vittorio Emanuele, a destra la Galleria de Cristoforis con le insegne della libreria di Ulrico Hoepli, nel 1926

Nel 1934 Ulrico Hoepli rilevò da Treves la libreria di largo Chigi a Roma, che nel 1962 sarà ceduta a Rizzoli.
Nel 1935, a causa del riassetto di piazza San Babila, con la demolizione della Galleria De Cristoforis, casa editrice e libreria si trasferirono in via Berchet.
L'azienda fu gravemente danneggiata dai bombardamenti della II guerra mondiale: nell'ottobre 1942 fu distrutto il magazzino di via Mameli, e nell'agosto del 1943 fu distrutta la libreria. La sede si trasferì in corso Matteotti e poi, nel 1958, dietro piazza San Fedele, in una via poi intitolata ad Ulrico Hoepli, finendo per occupare un intero stabile (progettato dagli architetti Figini e Pollini), di sei piani con un assortimento librario di oltre 175.000 titoli e 500.000 volumi sia italiani che stranieri. Nel 2001 la libreria inizia la vendita online sul sito hoepli.it.
Dal 1907 e fino al 1963 lavorò nella libreria per cinquantasei anni, dapprima come garzone di bottega fino  a divenirne direttore, Cesarino Branduani che, per la sua competenza professionale, fu definito il principe dei librai.